# Влада Александра Џомбића
Влада Александра Џомбића је била 13. по реду Влада РС. Изабрана је 29. децембра 2010. године, а поднијела је оставку 27. фебруара 2013, у оставци радила до избора нове Владе 12. марта 2013.
Владу је изабрао осми сазив Народне скупштине Републике Српске.

## Састав Владе
| Ресор                                                         | Портрет            | Име и презиме                                                                                          | Странка                |
| ------------------------------------------------------------- | ------------------ | --- | ---------------------- |
| Предсједник Владе Републике Српске                            | Антон Касиповић    | Александар Џомбић                                                                                      | СНСД                   |
| Министарства                                                  |                    | |                        |
| Министарство финансија                                        | Зоран Тегелтија    | Зоран Тегелтија                                                                                        | СНСД                   |
| Министарство унутрашњих послова                               |                    | Станислав Чађо                                                                                         | СНСД                   |
| Министарство правде                                           |                    | Џерард Селман (до 5. јуна 2012.)                                                                       | СНСД                   |
| Министарство правде                                           |                    | Горана Златковић (од 5. септембра 2012.) (в.д. министра правде од 6. јуна 2012. до 5. септембра 2012.) | Социјалистичка партија |
| Министарство управе и локалне самоуправе                      |                    | Лејла Решић                                                                                            | ДНС                    |
| Министарство за економске односе и регионалну сарадњу         | Жељка Цвијановић   | Жељка Цвијановић                                                                                       | СНСД                   |
| Министарство рада и борачко-инвалидске заштите                |                    | Петар Ђокић                                                                                            | Социјалистичка партија |
| Министарство трговине и туризма                               |                    | Горана Златковић (до 5. септембра 2012.)                                                               | СНСД                   |
| Министарство трговине и туризма                               |                    | Бакир Ајановић (од 5. септембра 2012.)                                                                 | СНСД                   |
| Министарство саобраћаја и веза                                | Недељко Чубриловић | Недељко Чубриловић                                                                                     | ДНС                    |
| Министарство пољопривреде, шумарства и водопривреде           |                    | Мирослав Миловановић                                                                                   | СНСД                   |
| Министарство за просторно уређење, грађевинарство и екологију | Сребренка Голић    | Сребренка Голић                                                                                        | СНСД                   |
| Министарство просвјете и културе                              | Антон Касиповић    | Антон Касиповић                                                                                        | СНСД                   |
| Министарство за избјеглице и расељена лица                    |                    | Давор Чордаш                                                                                           | ХДЗ БиХ                |
| Министарство здравља и социјалне заштите                      |                    | Ранко Шкрбић                                                                                           | СНСД                   |
| Министарство науке и технологије                              |                    | Јасмин Комић                                                                                           | Нестраначка личност    |
| Министарство породице, омладине и спорта                      |                    | Нада Тешановић                                                                                         | СНСД                   |
| Министарство индустрије, енергетике и рударства               |                    | Жељко Ковачевић                                                                                        | СНСД                   |